# National Crime Syndicate
National Crime Syndicate (englisch „Nationales Verbrechersyndikat“) war in der Presse der Name eines US-amerikanischen Verbrecher-Syndikats, das im Jahr 1931 durch einen Großteil der Führungspersonen von der US-amerikanischen Cosa Nostra und der Kosher Nostra gebildet wurde, in dem die sogenannte Amerikanische Mafia-Kommission der Cosa Nostra den Vorsitz hatte und immer die dominierende Gruppe blieb. 
Die Anführer der Fünf Familien, deren Assoziierte sowie Angehörige von Mafia-Clans anderer großer Städte, insbesondere des Chicago Outfit, aber auch der Kosher Nostra von Meyer Lansky, trafen sich, um über Aktivitäten und Territorien zu entscheiden. Sobald sich ein neues Geschäft ergab oder eine andere Familie expandieren wollte, traf sich das Syndikat, um darüber zu beraten. Dies bedeutete, dass eine ehrgeizige Familie, welche die Grenze ohne Absprache überschritt, nicht nur einer, sondern allen anderen Familien den Krieg erklärte, genauso wie wenn sich ein Außenseiter mit dem Syndikat anlegte. Das Syndikat nutzte die von Louis Buchalter geleitete Murder, Inc., welche hauptsächlich gegründet wurde, um die Interessen des Syndikats abzusichern, auszuweiten und Feinde aus neu emporkommenden Clans auszuschalten.

## Geschichte
Zwischen 1930 und 1931 fand in den USA ein Mafia-Krieg zwischen Joe „The Boss“ Masseria (Boss der später als diese klassifizierten Genovese-Familie) und Salvatore Maranzano (Boss der später als diese klassifizierten Bonanno-Familie) statt, in welchem beide um die Vorherrschaft der New Yorker Unterwelt kämpften – der sogenannte Krieg von Castellammare, der überwiegend in New York City ausgetragen wurde. Als Sieger hatte sich zunächst Salvatore Maranzano gegen Joe Masseria durchgesetzt. Die beiden Mustache Petes waren im Prinzip jedoch durch die young turks um Lucky Luciano gegeneinander ausgespielt worden. Auch Maranzano wurde umgebracht.
Lucky Luciano, der neue Boss der größten der Fünf Familien von New York City, der Genovese-Familie, spielte nun die dominierende Rolle innerhalb der US-amerikanischen Cosa Nostra. 
Die Idee eines Zusammenschlusses war bereits durch Johnny Torrio aus Chicago angedacht worden; auch Maranzano plante einen derartigen überregionalen Verbund, dem er als Capo di tutti i capi (ital.: Boss aller Bosse) vorstehen wollte. Beide sahen eine derartige Allianz allerdings auf Sizilianer begrenzt.
Die Zusammenarbeit mit Nicht-Sizilianern war unter den traditionellen Mustache Petes suspekt. Allein die Zulassung von Nicht-Sizilianern in der Unione Siciliana war dort immer ein Streitpunkt gewesen. Al Capone, ein Mann mit Wurzeln in Kampanien, hatte letztendlich die Kontrolle über die Unione gewonnen und diese für nicht aus Sizilien stammende Italiener geöffnet.
Lucky Luciano war durch seine Allianz mit seinem Jugendfreund Meyer Lansky auch über diese Grenze hinausgegangen. Die Zusammenarbeit mit den Kosher Nostras hatte sich unter anderem im sogenannten Broadway Mob bewährt. Auf der sogenannten Atlantic-City-Konferenz von 1929, welche laut Autoren von den Unterweltgrößen Meyer Lansky, Johnny Torrio, Lucky Luciano, Al Capone, Bugsy Siegel, Frank Costello, Joe Adonis, Dutch Schultz, Abner Zwillman, Louis Buchalter, Vincent Mangano, Frank Erickson, Frank Scalice und Albert Anastasia besucht wurde, traten die Interessen der Seven Group bereits deutlich hervor. 1929 wäre Luciano wegen seiner Zusammenarbeit mit Nicht-Sizilianern (Frank Costello) und Nicht-Italienern (Meyer Lansky) durch seinen eigenen Boss Masseria fast ermordet worden.
Als die Prohibition sich dem Ende näherte, gab es immer noch zahlreiche lukrative illegale Aktivitäten, die Raum für Banden jeglicher Nationalität boten. Das schloss Prostitution, Erpressung und Glücksspiel mit ein. Anstatt nun Revierkämpfe darüber zu riskieren, sollte das National Crime Syndicate sowohl eine Gebietsaufteilung als auch eine Festlegung der Aktivitäten der einzelnen Familien und Banden festlegen.
1931 organisierten Meyer Lansky und Doc Stacher ein Treffen der Kosher Nostra im Franconia Hotel, das heute als Auftakt für die Bildung des National Crime Syndicate nach dem Krieg von Castellammare gewertet werden kann. Das Treffen wurde durch eine Razzia der New Yorker Polizei beendet. Alle Beteiligten wurden kurzzeitig in Gewahrsam genommen, um umfangreich Daten der Verdächtigen aufzunehmen und einen Teil der Führungsriege auf Polizeifotos festzuhalten. An dem Treffen nahmen unter anderem Louis Buchalter, Bugsy Siegel, Harry Rosen, Harry Greenberg und Harry Teitelbaum teil. 
Im Jahr 1946 wurde durch Luciano die sogenannte Havanna-Konferenz einberufen, in welcher über die Zukunft der amerikanischen Mafia diskutiert wurde. Beschlossen wurde in dieser Konferenz, dass Luciano die Kommission fortan wieder führen sollte, dass die amerikanische Mafia aktiv in den Drogenhandel einsteigt, und zuletzt wurde die Ermordung von Bugsy Siegel beschlossen, der angeblich Gelder aus dem Bau des Flamingo Hotels in Las Vegas gestohlen hatte.
Im Jahr 1957 entschied die Kommission beim Apalachin-Meeting, dass zwei weitere Bosse, Angelo Bruno von der Bruno-Familie (Philadelphia Crime Family) und Joseph Zerilli von der Zerilli-Familie (Detroit Partnership), einen Sitz in der Kommission erhalten. Auch Jack Dragna, Oberhaupt der Dragna-Familie (Los Angeles Crime Family), sollte nach 25 Jahren einen Sitz in der nationalen Kommission erhalten. Seit Dragnas Tod im Jahr 1956 ist die Dragna-Familie in Los Angeles durch das Chicago Outfit vertreten.

## Wichtige Tagungen
- 1929: Atlantic City Conference: Mai 1929 – Gespräche über die Gründung einer Mafia-Kommission; Pläne für die Zeit nach der Prohibition.[6]
- 1931: Franconia Hotel: Vorabtreffen der Kosher Nostra – durch örtliche Polizeiaktion beendet
- 1946: Havana Conference: Dezember 1946 in Havanna auf Kuba – Kasino-Geschäfte mit dem kubanischen Diktator; Beschließung der Ermordung Bugsy Siegels; Pläne für einen effizienteren Drogenhandel des Syndikats
- 1957: Apalachin-Meeting: 14. November 1957 – durch örtliche Polizeiaktion beendet

## Filme und Dokumentationen
- 1972: Die Valachi Papiere; das Apalachin-Meeting findet in diesem Film Erwähnung.
- 1974: Der Pate – Teil II; die Szene, in der Michael Corleone nach Havanna reist, um an einem Treffen mit mehreren anderen Bossen teilzunehmen, ist angelehnt an die Havanna-Konferenz von 1946.
- 1990: GoodFellas – Drei Jahrzehnte in der Mafia; das Apalachin-Meeting findet in diesem Film Erwähnung.
- 1991: Bugsy; in einer Szene wurde die Havanna-Konferenz verfilmt, als die Mobster im Hotel Nacional de Cuba über die Siegel-Situation diskutieren.
- 1991: Die wahren Bosse – Ein teuflisches Imperium; Film über den Krieg von Castellammare, der Gründung der Fünf Familien und des National Crime Syndicates, bzw. der amerikanischen Mafia-Kommission
- 1999: Lansky; verfilmt wird die Havanna-Konferenz von 1946, als von Meyer Lansky und anderen Mobstern über das vermeintlich gestohlene Geld aus dem Flamingo-Budget diskutiert und über Siegels Tod abgestimmt wird.
- 1999: Reine Nervensache; das Apalachin-Meeting dient im Film als Eröffnung-Szene.
- 2013: Malavita – The Family; das Apalachin-Meeting findet in diesem Film Erwähnung.
- 2014: Boardwalk Empire; in der finalen Staffel dieser Serie wird die Gründung des National Crime Syndicates dargestellt.